# Louslitges
Louslitges är en kommun i departementet Gers i regionen Occitanien i sydvästra Frankrike. Kommunen ligger i kantonen Montesquiou som tillhör arrondissementet Mirande. År 2022 hade Louslitges 61 invånare.

## Befolkningsutveckling
Antalet invånare i kommunen Louslitges
Referens:INSEE